# Luis Horna
Luis Horna Viscari (* 14. September 1980 in Lima) ist ein ehemaliger peruanischer Tennisspieler.

## Karriere
Horna, der von 1998 bis 2009 Profi war, gewann in seiner Karriere zwei Einzel- und fünf Doppeltitel auf der ATP Tour.
Seinen größten Erfolg feierte er aber 2008 an der Seite von Pablo Cuevas bei den French Open, als sie dort im Endspiel Daniel Nestor und Nenad Zimonjić mit 6:2 und 6:3 besiegten.
Zwischen 1995 und 2009 bestritt er auch 57 Partien für die peruanische Davis-Cup-Mannschaft, von denen er 38 gewinnen konnte (seine Einzelbilanz: 28:7).
Nach seiner Karriere fungiert er u. a. als Turnierdirektor, etwa beim ATP Challenger Lima. 2024 erhielt er eine Geldstrafe von 10.000 US-Dollar, da er in geschäftlicher Verbindung mit einem Wettanbieter stand, was gegen die Regeln der International Tennis Integrity Agency verstößt.

## Erfolge
| Legende (Anzahl der Siege)                           |
| Grand Slam (1)                                       |
| Tennis Masters Cup ATP World Tour Finals             |
| ATP Masters Series ATP World Tour Masters 1000       |
| ATP International Series Gold ATP World Tour 500 (2) |
| ATP International Series ATP World Tour 250 (5)      |
| ATP Challenger Tour (12)                             |

| Titel nach Belag |
| Hartplatz (1)    |
| Sand (7)         |
| Rasen (0)        |
| Teppich (0)      |

### Einzel

#### Turniersiege
| Nr. | Datum           | Turnier      | Belag | Finalgegner        | Ergebnis  |
| --- | --------------- | ------------ | ----- | ------------------ | --------- |
| 1.  | 4. März 2006    | Acapulco     | Sand  | Juan Ignacio Chela | 7:65, 6:4 |
| 2.  | 4. Februar 2007 | Viña del Mar | Sand  | Nicolás Massú      | 7:5, 6:3  |

##### ATP Challenger Tour
| Nr. | Datum            | Turnier | Belag | Finalgegner              | Ergebnis      |
| --- | ---------------- | ------- | ----- | ------------------------ | ------------- |
| 1.  | 19. Mai 2002     | Zagreb  | Sand  | Dominik Hrbatý           | 6:2, 6:1      |
| 2.  | 9. Juni 2002     | Fürth   | Sand  | Jürgen Melzer            | 6:4, 6:2      |
| 3.  | 20. Februar 2005 | Weiden  | Sand  | Željko Krajan            | 6:0, 6:4      |
| 4.  | 4. Oktober 2003  | Sevilla | Sand  | Guillermo García López   | 6:0, 4:6, 6:3 |
| 5.  | 25. April 2004   | Bermuda | Sand  | Martín Vassallo Argüello | 6:4, 4:6, 6:4 |
| 6.  | 6. Juli 2008     | Lugano  | Sand  | Nicolas Devilder         | 7:61, 6:1     |

#### Finalteilnahmen
| Nr. | Datum           | Turnier     | Belag     | Finalgegner    | Ergebnis |
| --- | --------------- | ----------- | --------- | -------------- | -------- |
| 1.  | 29. August 2004 | Long Island | Hartplatz | Lleyton Hewitt | 3:6, 1:6 |

### Doppel

#### Turniersiege
| Nr. | Datum            | Turnier      | Belag     | Partner         | Finalgegner                          | Ergebnis          |
| --- | ---------------- | ------------ | --------- | --------------- | ------------------------------------ | ----------------- |
| 1.  | 24. Juli 2005    | Amersfoort   | Sand      | Martín García   | Fernando González Nicolás Massú      | 6:4, 6:4          |
| 2.  | 1. Oktober 2006  | Palermo      | Sand      | Martín García   | Mariusz Fyrstenberg Marcin Matkowski | 7:61, 7:62        |
| 3.  | 29. Juli 2007    | Kitzbühel    | Sand      | Potito Starace  | Tomas Behrend Christopher Kas        | 7:64, 7:65        |
| 4.  | 12. Januar 2008  | Auckland     | Hartplatz | Juan Mónaco     | Xavier Malisse Jürgen Melzer         | 6:4, 3:6, [10:7]  |
| 5.  | 24. Februar 2008 | Buenos Aires | Sand      | Agustín Calleri | Werner Eschauer Peter Luczak         | 6:0, 6:76, [10:2] |
| 6.  | 8. Juni 2008     | French Open  | Sand      | Pablo Cuevas    | Daniel Nestor Nenad Zimonjić         | 6:2, 6:3          |

##### ATP Challenger Tour
| Nr. | Datum             | Turnier         | Belag     | Partner                | Finalgegner                        | Ergebnis       |
| --- | ----------------- | --------------- | --------- | ---------------------- | ---------------------------------- | -------------- |
| 1.  | 27. August 2000   | Mönchengladbach | Sand      | Emilio Benfele Álvarez | Francisco Costa Germán Puentes     | 7:61, 1:6, 7:5 |
| 2.  | 18. März 2001     | Salinas         | Hartplatz | David Nalbandian       | Daniel Melo Flávio Saretta         | 6:4, 0:6, 6:1  |
| 3.  | 23. Juni 2002     | Braunschweig    | Sand      | Mariano Hood           | František Čermák Petr Luxa         | 3:6, 6:3, 6:1  |
| 4.  | 4. Oktober 2002   | Sevilla         | Sand      | Mariano Hood           | Álex López Morón Albert Portas     | 4:6, 6:1, 6:4  |
| 5.  | 4. November 2007  | Montevideo      | Sand      | Pablo Cuevas           | Marcel Granollers Santiago Ventura | kampflos       |
| 6.  | 29. November 2008 | Lima            | Sand      | Sebastián Prieto       | Ramón Delgado Júlio Silva          | 6:3, 6:3       |

#### Finalteilnahmen
| Nr. | Datum              | Turnier    | Belag | Partner         | Finalgegner                          | Ergebnis           |
| --- | ------------------ | ---------- | ----- | --------------- | ------------------------------------ | ------------------ |
| 1.  | 18. Juli 2004      | Amersfoort | Sand  | José Acasuso    | Jaroslav Levinský David Škoch        | 0:6, 6:2, 5:7      |
| 2.  | 10. April 2005     | Casablanca | Sand  | Martín García   | František Čermák Leoš Friedl         | 4:6, 3:6           |
| 3.  | 24. April 2005     | Houston    | Sand  | Martín García   | Mark Knowles Daniel Nestor           | 3:6, 4:6           |
| 4.  | 17. September 2006 | Bukarest   | Sand  | Martín García   | Mariusz Fyrstenberg Marcin Matkowski | 7:65, 6:75, [8:10] |
| 5.  | 1. März 2008       | Acapulco   | Sand  | Agustín Calleri | Oliver Marach Michal Mertiňák        | 2:6, 7:63, [7:10]  |